# Flugunfall einer Beechcraft B300 King Air 350 in Freiburg

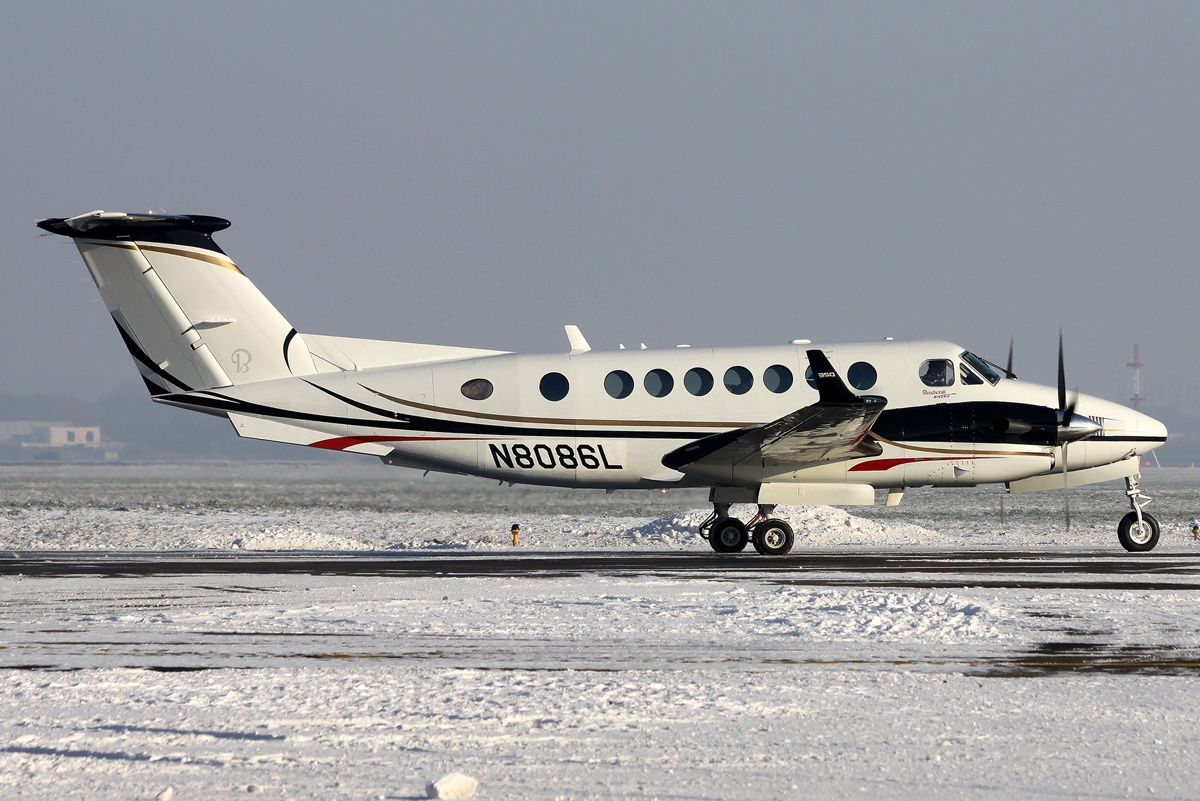
Eine Beechcraft B300 King Air 350

Der Absturz einer Beechcraft B300 King Air 350 in Freiburg ereignete sich am 12. Januar 2006, als eine Beechcraft B300 King Air 350 der Euroflug Frenzel im Anflug auf den Flugplatz Freiburg verunglückte.

## Flugverlauf
Die Maschine startete am Morgen vom Flugplatz Freiburg zu einem Passagierflug vom Flughafen Karlsruhe zum Flughafen Braunschweig und zurück. Um 17 Uhr 59 startete die Maschine anschließend wieder vom Flughafen Karlsruhe zum Flugplatz Freiburg. Als sich die Maschine im Anflug auf Piste 16 befand, kollidierte sie um 18 Uhr 26 mit einem Baum, wobei die rechte Tragflächenspitze abgerissen wurde. Kurz darauf kollidierte die Maschine mit weiteren Bäumen und stürzte ab. Beide Insassen der Maschine starben dabei.

## Ursache
Die BFU wurde noch am selben Tag über den Unfall informiert und begann kurz darauf mit der Unfalluntersuchung. Es stellte sich heraus, dass die Piloten sich in der Nacht trotz Nebel und schlechter Sicht für einen Sichtanflug entschieden hatten und die Maschine aufgrund der schlechten Sichtbedingungen in den Boden steuerten.